# Heikki Hirvonen
Heikki Hirvonen (ur. 8 lutego 1895 w Rääkkylä, zm. 19 sierpnia 1973 w Riihimäki) – fiński biathlonista, który brał udział w I Zimowych Igrzyskach Olimpijskich w Chamonix.
Hirvonen wspólnie z kolegami z drużyny wywalczył srebrny medal w zawodach patrolu wojskowego.